# La Senda de los Moros
Se conoce como La Senda de los Moros a una estructura en forma de corredor o galería tallada a pico en la roca caliza, que serpentea por la falda de un angosto valle que forma el arroyo de San Martín o de los Molinos, entre los términos de Quintanilla del Coco y Tejada, al sureste de la provincia de Burgos (España). El paraje recuerda, aunque con dimensiones más modestas, a la famosa Yecla de Santo Domingo de Silos que se encuentra a tan solo 6 km al este. Una parte de la obra es visible desde bastante distancia sobre el cordal montañoso, al norte de las Peñas de Cervera.

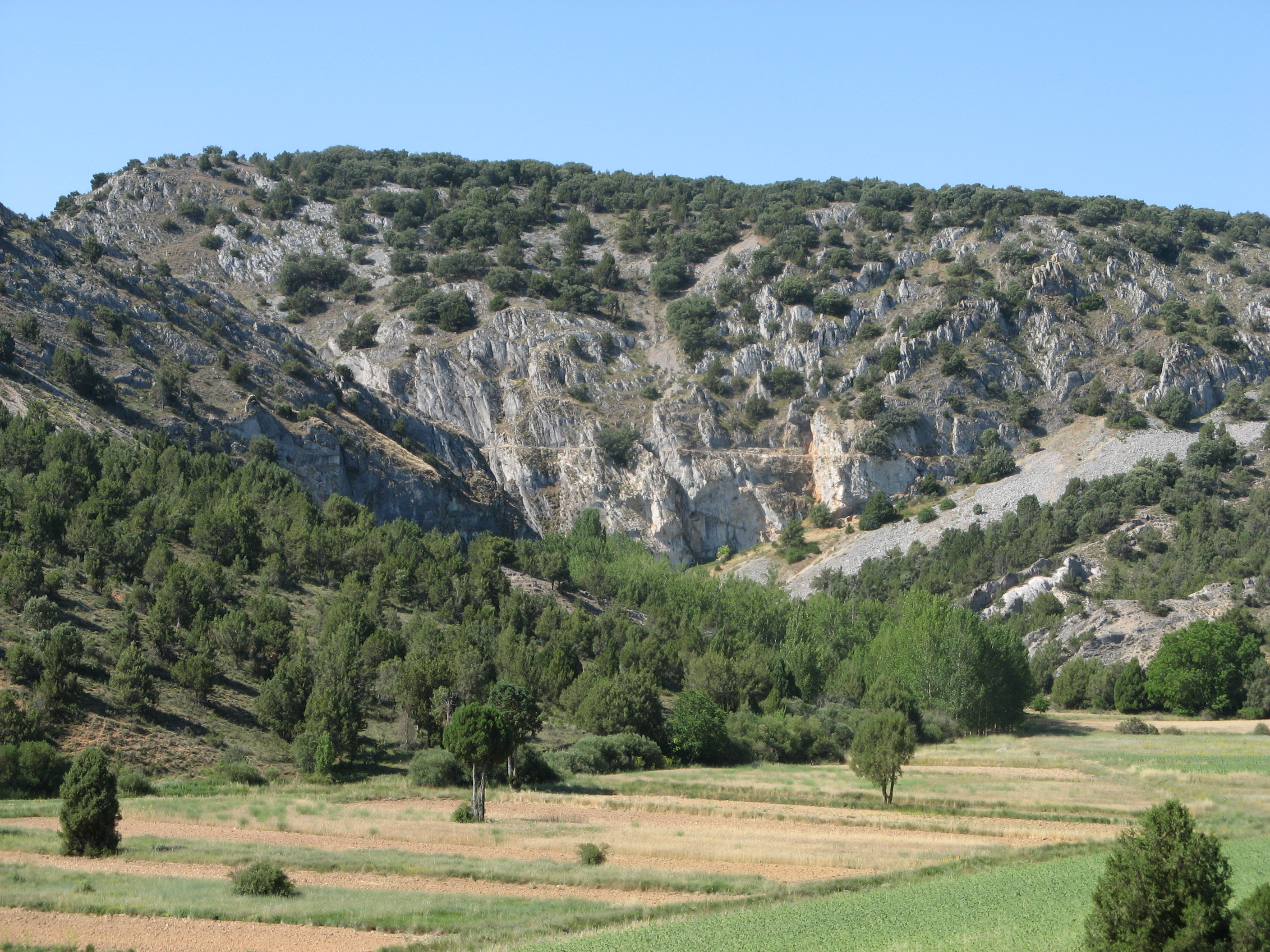
La "senda" desde la ermita de Nuestra Señora de las Naves

## Entorno y descripción
En el cañón en el que se asienta son visibles diversas formas geológicas consecuencia de la diferente disposición de los depósitos calizos y de la erosión, que ha actuado de forma distinta según el sector. Por el lado correspondiente al pueblo de Tejada la caliza es más compacta, y predominan los mecanismos de disolución, existiendo varios abrigos en la pared. El mayor tiene una profundidad de al menos 10 metros y es conocido como la Cueva de los Moros, estando su entrada un poco por encima del nivel que mantiene la senda durante todo su trazado. Por el contrario en el lado de Quintanilla, la caliza aflora en forma de capas que se han dispuesto de manera casi vertical (80°) y como es la cara norte, la meteorización ha sido mayor siendo evidente la fragmentación de las superficies. Esa diferencia se traduce en que mientras por el lado de Tejada la estructura de la senda está muy bien conservada, observándose perfectamente las marcas de los picos que la tallaron, por el lado de Quintanilla la estructura está muy dañada.
La parte reconocible de la senda mide unos 300 metros de largo y es llamativo el que ciñéndose a la montaña en la que se asienta, en la orilla izquierda del arroyo, transcurre de forma horizontal. En la parte de Tejada, la senda está a unos 5 metros por encima del cauce del arroyo mientras que en el otro extremo, el correspondiente a Quintanilla del Coco, la senda está a casi 50 metros sobre el cauce del mismo riachuelo. Es decir en 300 metros de desarrollo se obtiene una cota diferencial de casi 45 metros.

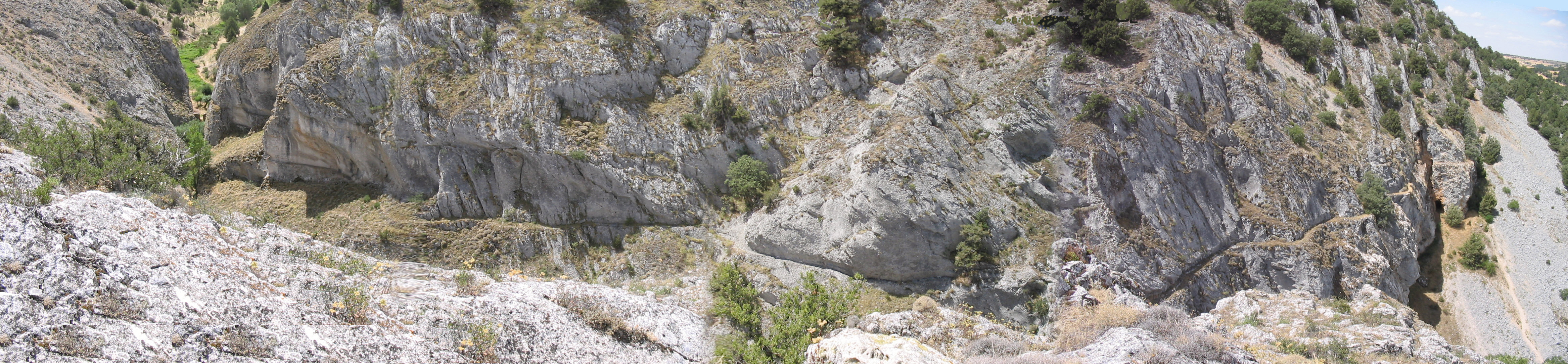
Fotomontaje de la "senda" desde la orilla derecha de la garganta.

La observación de la mayor parte de la obra es bastante dificultosa por la poca accesibilidad del lugar, de hecho las crestas de la garganta y la propia senda son zona de cría y posadero de aves rapaces, especialmente buitres leonados. Esa dificultad hace que las observaciones generalmente solo pueden hacerse desde la distancia con los consiguientes sesgos. Por el lado de Quintanilla en que predominan las capas calizas verticalizadas (80°), el trabajo de construcción consistió en picar en la pared lateral e igualar el suelo obteniéndose una repisa sin techo en torno a 60-70 cm de ancho. Por el lado de Tejada la sección de la obra tiene forma trapezoidal, manteniendo la anchura de 60-70 cm. El techo está inclinado de forma que la altura por el interior estaría en torno a 60 cm y por el exterior sobre los 120 cm.

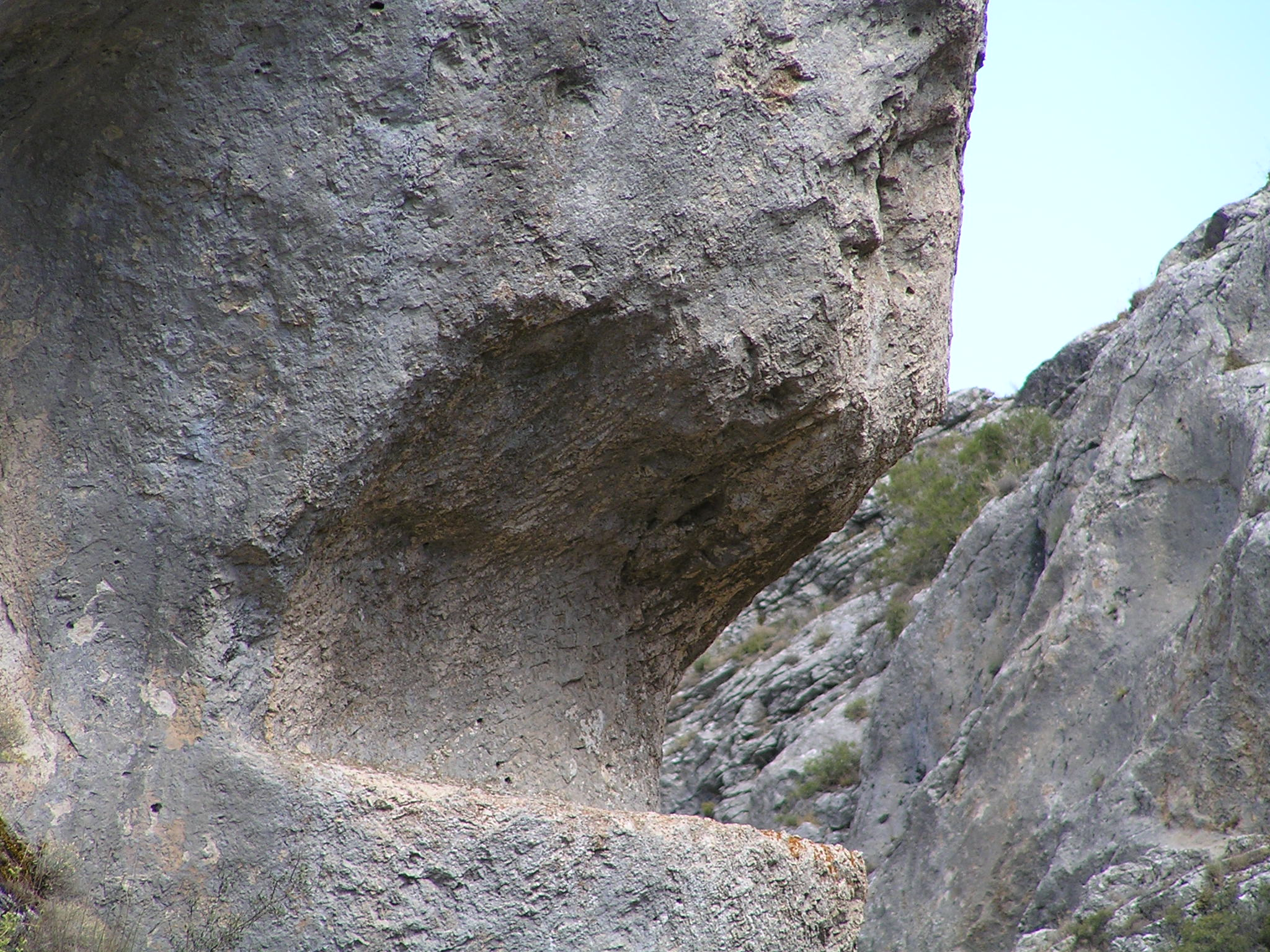
La senda por el lado de Tejada

Existen al menos 4 puntos en que se interrumpe el suelo de la senda. Tres de ellos, que miden entre 2,5 y 5 metros, están en el lado de Tejada y coinciden con abrigos de la pared. En dos de los casos se aprecia que unos metros bajo el nivel de la senda, la roca ha sido trabajada ofreciendo un banco horizontal bajo ella. En el tercer caso existe un pequeño terraplén de derrubios que impide ver si existe trabajo en la piedra como en los otros dos casos. Una explicación es que sobre esos bancos se levantara un muro o unas pilastras que permitieran llegar a la altura del resto de la senda y así dar continuidad a la estructura. La cuarta interrupción es más corta, de aproximadamente 1 metro, y está en el lado de Quintanilla coincidiendo con una angulación del trazado, en una zona donde se produjo un antiguo deslizamiento de las capas de caliza. En este caso y con las salvedades debidas a la distancia de observación parece que existen dos oquedades cuadrangulares de 20x10 cm, alineadas con la senda, y que podrán haber servido a modo de mechinales para asegurar la continuidad del suelo de la senda.

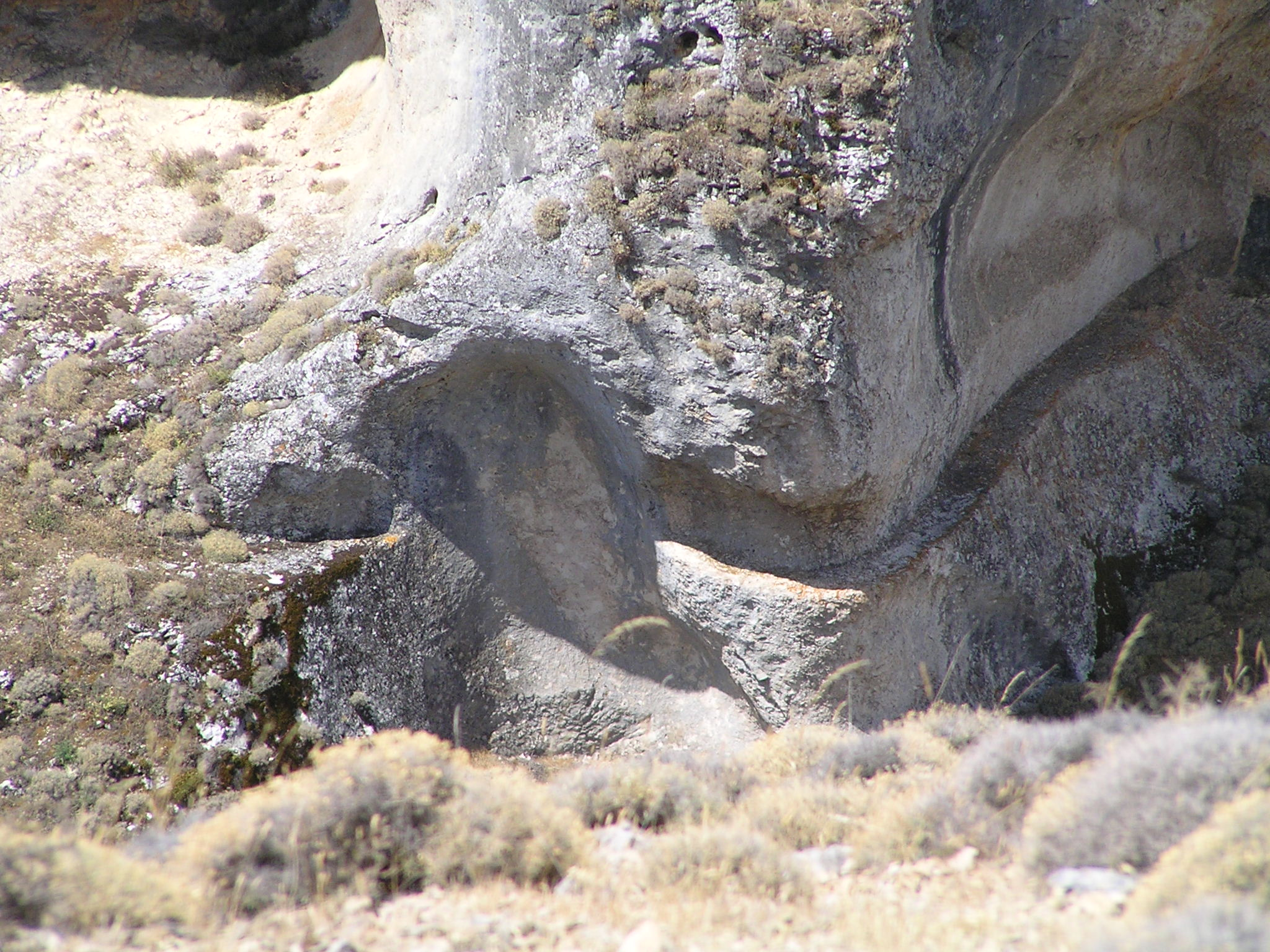
Interrupción de la senda. Obsérvese el tallado de la roca en la parte inferior

## Hipótesis sobre el origen y función de la senda
La tradición local señala que la senda fue un camino o senda de tiempos anteriores, de celtas para unos y de moros para otros, y su objeto era para el acceso a la cueva del interior de la angostura. 
El padre Saturio González Salas, siendo comisario provincial de excavaciones arqueológicas, reconoció el lugar y destacó el empeño que tuvieron los constructores de semejante obra. Se excavó en la zona de los abrigos y se obtuvo cerámica celta, ibérica e hispanorromana. La descripción figura en la Memoria Anual de 1948, para la Diputación Provincial de Burgos, cuyo único ejemplar manuscrito se encontraba en el Monasterio de Santo Domingo de Silos, mientras que las piezas y las notas acompañantes es posible que fueran afectadas por el incendio del Monasterio de 1970.
En 1996 Felipe Carretero de Nicolás y colaboradores publicaron en el Boletín de la Institución Fernán González un artículo en el que cuestionaban que la senda hubiera sido un camino y por el contrario planteaban la hipótesis de que se tratara de una conducción de aguas.
En el lado de Tejada con la estructura bien conservada se puede comprobar como las dimensiones del supuesto camino son exiguas y totalmente inadecuadas para caminantes bípedos, especialmente si portaban equipaje, armamento o se hacían acompañar de animales mayores al tamaño de un perro. Por otro lado en el interior de la garganta en la zona de la “Cueva”, existe un ensanche del valle donde se forma un terraplén que permite el paso erguido sin seguir la senda. Si la obra fuera camino los constructores se podían haber ahorrado al menos 80 metros de duro trabajo en la pared rocosa. Sin embargo picaron la roca y con ello mantuvieron la cota de la estructura.
Repetidamente se ha señalado la aparente horizontalidad de la obra. Junto a la proximidad a una fuente de agua son los principales argumentos para pensar que la función para la que fue construida fue para la conducción de aguas, es decir que se concibió como un acueducto.

## Acueducto romano
Por  tipología y estudio comparado de pendientes en las obras hidráulicas romanas, en el trabajo de Felipe Carretero de Nicolás se planteó la posibilidad de que se tratara de un acueducto romano. En un tramo bien conservado de la estructura se pudo determinar que la pendiente de caída en sentido Tejada-Quintanilla era de 0,61%. Ello llevó a plantearse cual sería el destino de dicha conducción, proponiéndose como más probable el yacimiento romano conocido más cercano y más importante: el Castro de Solarana. 
La distancia en línea recta entre la senda y el Castro de Solarana no llega a 12 km. Entre los dos puntos la orografía es favorable no siendo necesarias obras de especial dificultad salvo la construcción del canal sobre el terreno. Siguiendo las curvas de nivel la distancia se elevaría a 17 km y teniendo en cuenta la diferencia de altitud entre la senda (1030 m) y el Castro (960 m), la pendiente del trazado sería de 0,41%, cifra acorde con las empleadas en las obras hidráulicas romanas en Hispania.
La sección de la senda recuerda a los perfiles empleados tanto en el acueducto oriental, en la margen izquierda del río Ucero, en la proximidad de Uxama Argaela, como en el acueducto de Cahors, a su paso por los cortados de Vers, en el valle del río Lot. Es cierto que en estos casos se conserva muro lateral externo, que delimita el canal para las aguas, pared que no se aprecia en la senda y que lleva a la pregunta de cómo se conducirían las aguas: ¿por cañería de plomo o cerámica, o por canales de madera o piedra?.
Respecto al inicio de la conducción, la toma de aguas, el sitio más adecuado podría estar en el mismo arroyo, a unos 300 metros aguas arriba del punto donde comienza el cañón y el trabajo de talla en la roca. Se trata de un humedal en un ensanchamiento del cauce del arroyo que parece cortado transversalmente por un terraplén, posible muro de desviación del canal, en el término que en la zona se conoce como la presilla.

## Repercusión y conocimiento actual de la senda
El trabajo referenciado planteaba la hipótesis de que podía ser una conducción de aguas, de origen romano y con destino a Solarana. Con posterioridad se han hecho eco varias fuentes, unas manteniendo la idea de la hipótesis, pero otras dando por seguro el que se trate del acueducto de Solarana. Sería deseable complementar el estudio de la senda y su posible continuidad en los dos sentidos para poder asegurar su origen y su función. Para ello sería necesario el trabajo de un equipo multidisciplinar con arqueólogos en sus diferentes especialidades, ingenieros de obras públicas para con estudio altimétrico predecir las zonas por donde transcurriría la estructura, siendo fundamental la participación de escaladores u otros deportistas de riesgo, para llegar a las zonas de muy difícil acceso.